# Thomas Beach
Thomas Beach (* 1738 in Milton Abbas bei Dorchester, Dorsetshire; † 17. Dezember 1806 in Dorchester) war ein englischer Porträtmaler.

## Leben
Beach ging als 22-Jähriger nach London, um in den Jahren 1760 bis 1762 bei Sir Joshua Reynolds zu studieren. Um 1771 hatte er sich in Bath als Porträtmaler niedergelassen, hatte aber schon bald Ausstellungen in London. Im Jahr 1775 war er ein Fellow in der Society of Artists und hatte sich als Porträtist der „besseren Gesellschaft“ einen Namen gemacht. In den Jahren 1785 bis 1797 stellte er seine Bilder in der Royal Academy of Arts aus.

## Werke

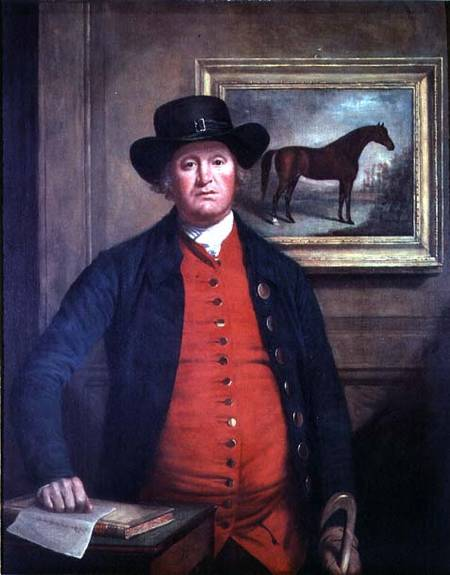
Richard Tattersall um 1790
(Ölgemälde von Thomas Beach)

Er malte unter anderem die Schauspielerin Sarah Siddons und ihren Bruder John Philip Kemble in seiner wichtigsten Inszenierung als „Macbeth“. Sein Gemälde vom Pferdehändler Richard Tattersall war 1867 auf der „South Kensington Exhibition“ zu sehen und sein Bildnis von William Woodfall, dem ersten Parlaments-Reporter, befindet sich heute in der National Portrait Gallery (London).